# Бабадагли Віктор Олександрович
Ві́ктор Олекса́ндрович Бабадагли́ (* 10 травня 1935, Київ — † 12 березня 2001, село Оленівка Фастівського району Київської області) — український геолог. Доктор геолого-мінералогічних наук (1973). Професор (1980).

## Біографічні відомості
Син лікаря-гінеколога Олександра Бабадагли.
1956 року закінчив геологічний факультет Львівського університету ім. Івана Франка.
Працював:
- у Таджицькому геологічному управлінні: геолог, старший геолог, начальник партії (від 1956 року);
- у Ташкентському університеті: молодший науковий співробітник (від 1958 року);
- у Середньоазіатському науково-дослідному інституті газу: завідувач лабораторії (у 1963–1967 роках):
- у Науково-дослідному інституті геології Саратовського університету: старший науковий співробітник (від 1967 року);
- у Нижньоволзькому науково-дослідному інституті геології та геофізики: старший науковий співробітник, завідувач сектору (у 1971–1977 роках);
- в Українському науково-дослідному геологорозвідувальному інституті у Львові: старший науковий співробітник, завідувач сектору (у 1978–1985 роках);
- в Інституті геологічних наук АН УРСР: старший науковий співробітник, від 1987 року — головний науковий співробітник;
- у Науково-виробничому центрі «Контакт-Дельта» (від 1991 року);
- в Українському геологорозвідувальному інституті (від 1995 року).

## Наукова діяльність
Бабадагли створив новий науковий напрям — структурну палеогеоморфологію нафтогазового профілю, обґрунтував дельтовий генезис теригенного девону Нижнього Поволжя, міоцену зовнішньої зони Передкарпатського прогину.

## Праці
- Б. П. Пелипчак, В. А. Бабадаглы. Нефтегазоносные осадочные формации среднего миоцена платформенного борта Предкарпатского прогиба. — К., 1986. — 52 с.
- Бабадаглы В. А. Литологическая интерпретация геофизических материалов при поиске нефти и газа. — Москва, 1988. — 256 с.
- Геологические модели пластовых нефтегазоносных резервуаров нижне- и среднекаменноугольных отложений Днепровско-Донецкой впадины / В. А. Бабадаглы, В. А. Витенко, Б. И. Кельбас и др. — Доклады АН УССР. Серия Б, 1979, № 8, с. 595–598.
- В. А. Бабадаглы, Е. В. Кучерук, Б. И. Кельбас, Я. Г. Лазарук. Особенности геологического строения зоны мелкой складчатости Северного Донбасса [Архівовано 4 березня 2008 у Wayback Machine.]